# Anopheles tasmaniensis
Anopheles tasmaniensis är en tvåvingeart som beskrevs av Nikolas Vladimir Dobrotworsky 1966. Anopheles tasmaniensis ingår i släktet Anopheles och familjen stickmyggor. Inga underarter finns listade i Catalogue of Life.